# Dominique Zinkpè
Dominique Zinkpè, né en 1969 à Cotonou au Bénin, est un artiste plasticien béninois contemporain qui réalise peintures, sculptures et installations. Parfois surnommé le « Basquiat africain », il puise son inspiration à la fois dans la culture de son pays – les cérémonies vaudou – et dans l'environnement quotidien africain, notamment avec les taxis brousse qui ont contribué à sa notoriété au début des années 2000. Il vit et travaille à Cotonou.

## Biographie
Il fait ses premiers pas  dans la peinture dès  son adolescence au moment où il est élève  du  centre culturel français de Cotonou en apprenant les rudiments techniques dans les manuels disponibles à la bibliothèque. Les écoles d’art ou de musée d’art contemporain étant inexistantes au Bénin, sur conseil des parents, il apprend le métier de couture qu’il  exerce le jour et le pinceau la nuit pour la peinture pour rester en droite ligne avec sa vision de devenir artiste.
Il commence sa carrière artistique en participant à de nombreux ateliers et résidences en Afrique et en Europe et se fait remarquer avec le Prix Jeune Talent Africain qu'il reçoit lors de Grapholie à Abidjan 1993. Dix ans plus tard, c'est-à-dire en 2002, la Biennale de Dakar lui attribue le Prix Uemoa.
Son œuvre, tant sculpté que peint, est profondément marqué par la culture et l’histoire béninoises. Si certains aiment à voir dans ses tableaux l’empreinte de l’influence de peintres comme Francis Bacon ou Jean-Michel Basquiat (« Je n’ai pas honte d’avoir des maîtres. L’histoire de la peinture existe », affirme-t-il.), c’est bien dans toute la profondeur et la richesse de la culture béninoise et de la religion Vaudou qu’il puise son inspiration. Depuis 2006, ses sculptures se caractérisent par l’emploi de petits objets artisanaux, les « Ibeji » ou figurine « hôhô » en fon, sa langue maternelle.
Ce sont des figures symboles des jumeaux. Considérés comme investis d’un pouvoir particulier, un culte leur est voué. Lorsqu’un parent perd l’un de ses enfants, celui-ci est remplacé par un Ibeji qui reçoit alors toute l’affection de la mère et de la fratrie.
Pour Zinkpè, cette « poupée » est, par conséquent, une des figures de la statuaire africaine la plus imprégnée de son rôle de représentation de l’Homme.

## Approches des œuvres de l'artiste
Dominique Zinkpè trouvant son inspiration dans la Culture animiste et cérémonies vaudou, aborde les sujets liés  aux cultures ancestrales et les contradictions du monde contemporain dont  l'intimité, le sexe, le sacré et le profane. Dans le cadre de ses  travaux, il utilise  des matériaux très variés tels que la toile de jute, des voitures hors d'usage ou encore des figurines hôhô, traditionnellement employées pour le culte des jumeaux dans le sud Bénin.

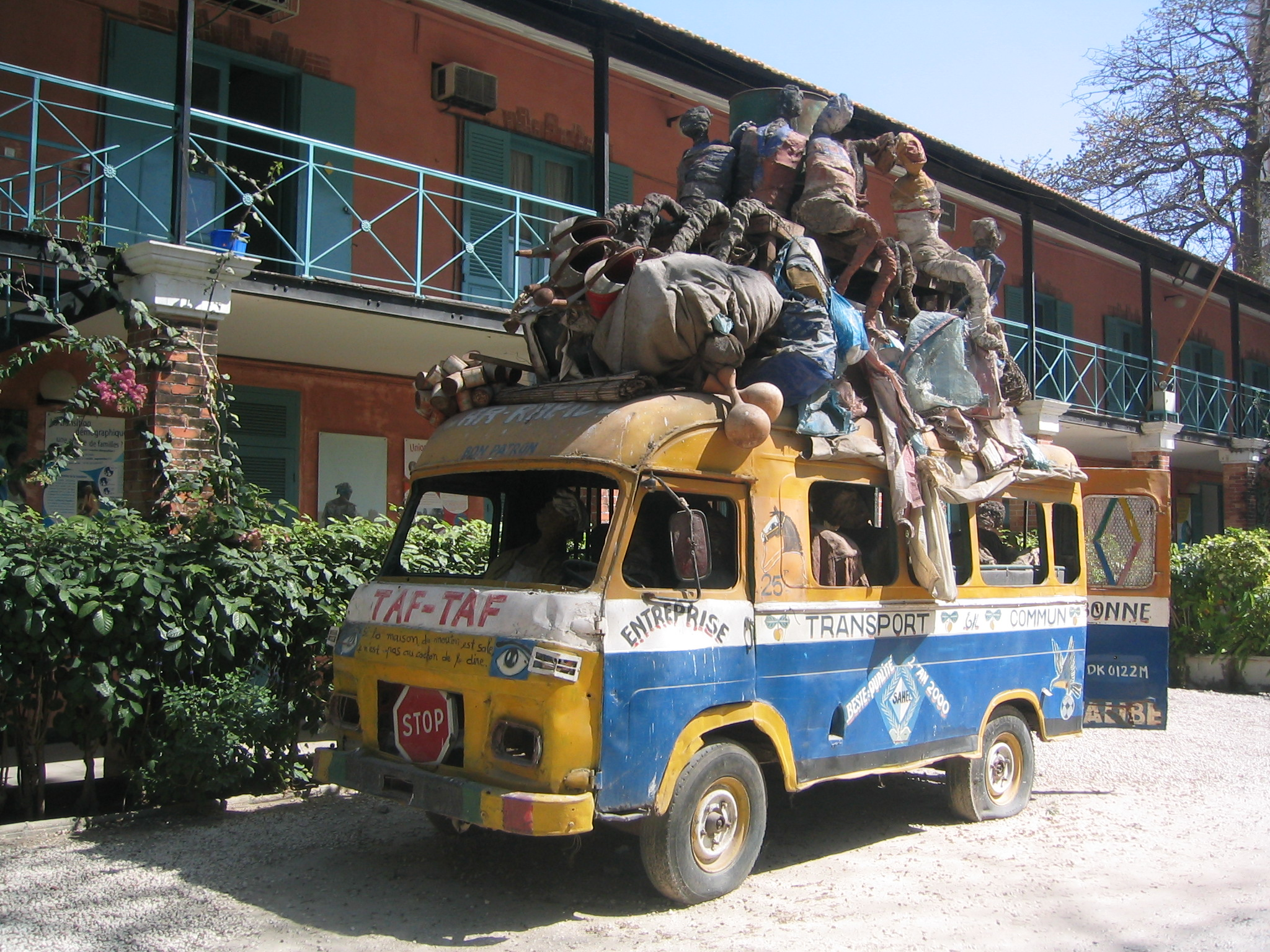
TaxiZinkpè: Taxi Taf-Taf, une installation du plasticien béninois Dominique Zinkpè présentée à la Biennale de Dakar en 2002 et exposée depuis à l'Institut français Léopold Senghor à Dakar

## Expositions

### Collectives
Dominique Zinkpè  est auteur de plusieurs collections et expositions et  gagne plusieurs prix au Bénin et l'international:
2021 : Contemporary Benin, Galerie Amani et Fondation Donwahi, Abidjan, Côte d'Ivoire
2019 : Grow Box Art project, Zeitz MOCAA Museum, Le Cap, Afrique du Sud, ADS
2018 : Hier, Aujourd'hui, Demain, Galerie Vallois, Paris, France
2017 : En marge, In Situ - fabienne leclerc, Paris, en France
2016 : Summer exhibition 2016, Gallery of African Art (GAFRA), London, UK
2015 : Africa A fricans, Museu Afro Brasil, São Paulo, au Brésil
2014 : The Divine Comedy, MMK (Museum für Moderne Kunst), Frankfurt am Main, en Allemagne
2011 : Manifeste, Fondation Zinsou, BJ
Africa 2.0 > is there a contemporary african art? Influxcontemporary, Lisbonne, PT
Seven artists one continent, Edcrossfineart, Londres, UK
Jérôme Latteur et Zinkpè, Trajectoire III, Galerie Frédéric Moisan, Paris,en France
Visionary Africa, Musée des Beaux-Arts, Bruxelles,
2010 : Space: Currencies in Contemporary African Art. Museum Africa, Newton, Johannesburg, ZA
Africa 2.0 > is there a contemporary african art? Influxcontemporary, Lisbonne, PT
Seven artists one continent, Edcrossfineart, Londres, UK
Jérôme Latteur et Zinkpè, Trajectoire III, Galerie Frédéric Moisan, Paris, FR
Visionary Africa, Musée des Beaux-Arts, Bruxelles, BE
Cinquantenaire du roi Toffa, Musée Honmé, Porto-Novo, BJ
Au miroir du Temps, Bicici, CI
2009 : Ré-Création, Fondation Zinsou, Cotonou, BJ
The Spirit of art : Zinkpè und Polux, Museum Haus der Völker, Schwaz, AT
Persona, Musée Royal de l'Afrique Centrale, Tervuren, BE
Galerie Cardinal, Bastia Corse, FR
Scénographies urbaines, Johannesburg, ZA
Au miroir du Temps, Bicici, CI
2008 : Bénin 2059, Fondation Zinsou, Cotonou, BJ
Partihar territories, Biennal de Sao Tomé, STP
Joburg Art Fair, curated show, Johannesburg, ZA
2ème Salon d'art contemporain africain, Bruxelles, BE
Auf Augenhöhe, Städtische Galerie Viersen, en Allemagne
2007 : Contact Zone, Musée National, Bamako, ML
Musée Afro-Brésilien, Sao Paulo, BR
ReCup Passage d'immigré, Galerie im Körnerpark, Berlin, DE
Masques rituels et contemporains, Fondation JP Blachère, Apt, FR
Museum Haus der Völker, Schwaz, AT
2006 : Dak'art 2006, Biennale de l'art africain contemporain, Dakar, SN
Retour au Futur, la Collection Elmer, Abbaye de Neumünster, LU
2005 : Black Light Gallery, U3 Potsdamer Platz, Berlin, DE
Olhar sobre a Africa Contemporânea, Gabinete de Arte, Sao Paulo, BR
2004 : Africa Screams, Bayreuth, Allemagne et Kunsthalle de Vienne, AT
Galerie Yacine, Dakar, SN
2003 : Biennale de la Havane, La Havane, CU
Africa here and now, Centrum Beeldende Kunst, Emmen, NL
L'Europe Fantôme, Bruxelles, BE
Guess Who, Stedelijk Museum, Zwolle, NL
Post Border Land, SBK, Amsterdam, NL
2002 : Dak'art 2002, Biennale de l'art africain contemporain, Dakar, SN (Lauréat du prix UEMOA)
Artistes du Bénin, Atelier d'Alcide, Chalon-sur-Saône, en France
2001 : A l'ombre des supermarchés, Centre Culturel Français, Cotonou, BL
Galerie Artena, Marseille, FR
Contrastes africains, Paris, en France 
2000 : Salon Harmattan 2000, Centre Culturel Français, Cotonou, BJ
Art contemporain du Bénin, Centre culturel franco-nigérien de Niamey et Zinder, Centre Culturel Français de Ouagadougou, Accra, Abidjan, Bamako et Lomé
Exposition Universelle, Hanovre, DE
South meets West, Kunsthalle, Bern, CH
1999 : South meets West, Accra, GH
Zinkpè, Maison des Arts, Evreux, FR
Art Work Nature, Pulchri Studio, La Hague, NL
1998 :Dak'art 98, Biennale de l'art africain contemporain, Dakar, au Sénégal.
1997 : Exposition au Musée Botrop, DE
Arthall Wuppertal Barmen, Wuppertal, DE
Art Frankfurt, Frankfurt, DE
8 + 1, Centre Culturel Français, Cotonou, BJ
1996 : Osaka Triennale 1996 Painting, 7th international contemporary art competition, Osaka, JP
Exposition Landbouw belang de Kadans, Maastricht, NL
Dak'art 96, Biennale de l'art africain contemporain, Dakar, au Sénégal
1995 : Osaka Triennale Sculpture 1995, 6th international contemporary art competition, Osaka, JP
Kunst is Spraclos, Goethe Institut, Lomé, au Togo
1994 : Révélation 93, Centre Culturel Chinois, Cotonou, au Bénin

### Personnelles
- 2021 : Corps et Âme, Galerie Vallois, Paris
- 2021 : Etats d'Âme..., Louisimone Guirandou Gallery, Abidjan, Côte d'Ivoire
- 2020 : Un Monde à Part, Galerie Vallois, Paris, en France
- 2019 : Valse des Esprits, Galerie Vallois, Paris, en France
- 2019 : Divines Mascarades, Fondation Montresso, Marrakech, au Maroc
- 2018 : Lettre ouverte, Poste Colbert, Marseille, en France
- 2018 : Zinkpé, Fondation Zinsou, Cotonou, au Bénin
- 2016 : Zinkpé, Galerie Everard Read, Johannesburg, Afrique du Sud
- 2015 : Anima, Galerie In Situ - fabienne leclerc, Paris, en France[7]
- 2012 : Des tigres et des peintres, Fondation Blachère, Apt, en France
- Africa, Friedman & Vallois Gallery, New-York, au USA
- In my mind, Atelier Bayard, Nantes, en France
- Cérémonial, Institut français, Pointe Noire, au Congo
- 2011 : Mewigbédji, Galerie Valois, Paris, en France
- Métamorphose, Fine Art Studio, Bruxelles, en Belgique
- 2010 : Dessins Secrets, Fine Art Studio, Bruxelles, en Belgique
- Focus Zinkpè, Regard Bénin 1.0, Laboratorio Cotonou et Musée historique d'Abomey, au Bénin
- 2009 : Humeur d'artiste, Laboratorio, Résidence Virchaux, Cotonou, au Bénin
- Les Chantiers de la Lune, La Seyne-sur-Mer, en France
- Galerie Afronova, Johannesburg, Afrique du Sud
- 2007 : Passage d'immigré, Neukoëln, Berlin, en Allemengne
- Un monde à part, Résidence Oladé, Cotonou, au Bénin
- 2006 : L'homme est un mystère, oddc, salle François Mitterrand, Guingamp, en France
- Exposition Go Slow, Centre Culturel Français de Cotonou, au Bénin
- 2005 : Installation Photo Vô Bôto, Iwalewa Haus, Bayreuth, en Allemengne
- 2004 : Exposition Game Boy (Alafia), Vénerie, Bruxelles, en Belgique
- Exposition Taxi «Safari», Ilôt Fleuri, Québec, QC
- Du Sarcasme à la Virevolte, Les Chantiers de la Lune, La Seyne-sur-Mer, en France
- 2003 : Africa in the picture, Amsterdam, NL Galerie Insité, Marseille, en France
- 2002 : Exposition Taxis-Zinkpè, Place de l'Obélisque, Dakar, SN
- Exposition au Centre Culturel Franco Nigérien et dans les rues de Niamey du Taxi «?Wallaï?!?», NE
- 2001 : Deux galeries pour un artiste, galerie Apocope et galerie RLBQ, Marseille, en France
- 2000 : Exposition au Centre Culturel Français et dans les rues de Cotonou du Taxi « Tais-toi jaloux ! », au Bénin
- Malgré tout !, Ambassade d'Allemagne, Cotonou,au Bénin
- La comédie de Zinkpè, Fitheb off, Cotonou, au Bénin

### Collections publiques
- Partage de Territoires, Collection Fondation Zinsou, Bénin/France
- Taxi Bonne Arrivée, Collection Arthur Elmer, Allemagne
- Taxi Marseille-Algérie, Collection de la Fondation Jean-Paul Blachère, France
- Taxi Bamako, Collection du Musée National du Mali
- Collection Chesi Gert, Autriche
- Collection Ganiou Soglo, Bénin
- Collection Adrien Houngbédji, Bénin
- Collection Idelphonse Affogbolo, Bénin
- Collection de la Présidence de la République du Bénin
- Sindika Dokolo Foundacion, UK
- Kadist Foundation, France-USA

## Récompenses

### Prix
2002 : Prix UEMOA
1993 : Prix Jeune Talent Africa